# Ганковце
Ганковце (словац. Hankovce) — село в Словаччині, Бардіївському окрузі Пряшівського краю. Розташоване в північно-східній частині Словаччини.
Вперше згадується у 1427 році.
В селі є римо-католицький костел св. Мартина з Тур з 1836 р.

## Населення
| Рік:            | 1993 | 2003    | 2013    | 2023    |
| --------------- | ---- | ------- | ------- | ------- |
| Кількість осіб: | 421  | 416     | 404     | 439     |
| Різниця:        |      | -1,18 % | -2,88 % | +8,66 % |

| Рік:            | 2022 | 2023    |
| --------------- | ---- | ------- |
| Кількість осіб: | 442  | 439     |
| Різниця:        |      | -0,67 % |

В селі проживає 397 осіб.
Національний склад населення (за даними останнього перепису населення — 2001 року):
- словаки — 99,53 %
- українці — 0,24 %

Склад населення за приналежністю до релігії станом на 2001 рік:
- протестанти — 59,91 %,
- римо-католики — 37,50 %,
- греко-католики — 1,89 %,
- православні — 0,24 %,
- не вважають себе віруючими або не належать до жодної вищезгаданої церкви — 0,47 %